# Akira Sone
Akira Sone (jap. 素根輝 Sone Akira; * 9. Juli 2000 in Kurume) ist eine japanische Judoka. Sie siegte bei den Weltmeisterschaften 2019 und 2023 sowie bei den Olympischen Spielen 2020 im Schwergewicht.

## Sportliche Karriere
Akira Sone gewann 2015 die U18-Weltmeisterschaften. 2016 und 2017 erreichte sie das Finale beim Grand-Slam-Turnier in Tokio und unterlag beide Male ihrer Landsfrau Sarah Asahina. 2017 siegte sie bei den U21-Weltmeisterschaften. Bei den Asienspielen 2018 in Jakarta bezwang sie im Finale die Südkoreanerin Kim Min-jeong. Beim Grand-Slam-Turnier in Osaka Ende 2018 bezwang sie Asahina im Halbfinale, im Finale unterlag sie der Kubanerin Idalys Ortíz.
Bei den Weltmeisterschaften 2019 in Tokio besiegte sie im Achtelfinale die Slowenin Anamari Velenšek, im Viertelfinale Larisa Cerić aus Bosnien-Herzegowina und im Halbfinale die Türkin Kayra Sayit. Im Finale gewann sie gegen Idalys Ortíz in der Verlängerung durch eine Strafwertung. Ende 2019 siegte Sone beim Grand Slam in Osaka. Anfang 2021 gewann sie beim Grand Slam in Taschkent. Bei den Olympischen Spielen in Tokio besiegte sie im Viertelfinale Kayra Sayit und im Halbfinale die Französin Romane Dicko. Im Olympiafinale bezwang sie die Kubanerin Idalys Ortíz. Im Mixed-Mannschaftswettbewerb gewann die japanische Mannschaft die Silbermedaille hinter Frankreich.
2022 siegte Sone bei zwei wichtigen Turnieren. Bei den Asienmeisterschaften in Nursultan schlug sie im Finale die Chinesin Xu Shiyan. Beim Grand-Slam-Turnier in Tokio besiegte sie ihre Landsfrau Maya Akiba. 2023 bei den Weltmeisterschaften in Doha dauerte der Endkampf gegen Julia Tolofua über elf Minuten, dann wurde die Französin disqualifiziert. Bei den Olympischen Spielen 2024 in Paris belegte Sone den siebten Platz.